# Plistene (figlio di Atreo)
Nella mitologia greca, Plistene era uno dei figli di Atreo. Divenne poi secondo alcune fonti padre di Agamennone, Menelao e Anassibia, mentre Omero indica Atreo stesso come padre dei tre.
Sua madre invece era Cleola, prima moglie di Atreo.

## La morte
Cleola era morta dando alla luce Plistene, nato malato per colpa di Artemide. Venne in seguito ucciso dai sicari che lo stesso Atreo aveva mandato per uccidere un altro Plistene, quello avuto da Erope, sua seconda moglie, da Tieste il suo amante precedente.
Atreo però non demorse nella sua ricerca di vendetta, alla fine trovò lui stesso quel Plistene II insieme a Tantalo II, li uccise, li tagliò a pezzi, e li porse come pietanza a Tieste che prima mangiò di gran lena e poi vomitò maledicendo Atreo.

## Pareri secondari
Alcune fonti indicano Plistene come sposo di Erope e padre di Agamennone e Menelao, sebbene i due siano invece indicati da Omero come figli di Atreo.

### Fonti
- Omero, Odissea IV 12-14 – Iliade III. 175
- Pseudo-Apollodoro, Libro III -  2, 1-2
- Igino, Fabulae 86 e 97

### Moderna
- Robert Graves, I miti greci
- Angela Cerinotti, Miti greci e di Roma antica
- Anna Ferrari, Dizionario di mitologia, ISBN 88-02-07481-X